# Prudence Murdoch
Prudence Murdoch MacLeod (in precedenza Odey), detta Prue (Adelaide, 1958), è una manager australiana-inglese nel settore dei media, miliardaria, ricercatrice e giornalista. Murdoch è la figlia maggiore del proprietario dei media e miliardario statunitense di origine australiana Rupert Murdoch. Ha ricoperto diversi ruoli dirigenziali nella News Corporation di suo padre ed è membro del consiglio di amministrazione di Times Newspapers Ltd, una filiale di News Corporation.
Nel 2023 il suo patrimonio è stato stimato in 2,57 miliardi di dollari.

## Biografia
Prudence Murdoch è nata nell'agosto del 1958 ad Adelaide, nell'Australia meridionale. È la primogenita del magnate dei media americano Rupert Murdoch e della sua prima moglie, la modella australiana Patricia Booker.
Prue è cresciuta ad Adelaide fino al 1968, un anno dopo il divorzio dei suoi genitori, quando si è trasferita a Londra con il padre e la matrigna Anna Torv dopo l'acquisto della casa editrice di giornali scandalistici, News of the World. Ha ricevuto l'istruzione secondaria in una scuola statale a Londra e alla Dalton School di Manhattan dopo che la sua famiglia si è trasferita a New York City. Dopo il divorzio dei suoi genitori, la madre di Prue sposò un cittadino svizzero e iniziò a condurre una vita di feste, spesso trascurando la giovane Prue. Oltre ad un pessimo rapporto con sua madre, Prue ha avuto anche un pessimo rapporto con la matrigna, Anna Torv. Successivamente, è tornata a Londra e ha lavorato brevemente come ricercatrice di tabloid e giornalista per News of the World.
Prue è descritta, in relazione alla sua eredità, come "l'unica dei figli [di Rupert Murdoch] a non competere direttamente per i suoi affetti negli affari". Nel settembre 2023 Rupert Murdoch ha annunciato, a 92 anni, che si sarebbe dimesso dalla carica di leader sia della società madre di Fox News che delle sue partecipazioni mediatiche di News Corp destinando suo figlio Lachlan a prendere il suo posto.

## Vita privata
Nel 1985, Prue sposò Crispin Odey, un finanziere inglese che sarebbe diventato il gestore di hedge fund con i guadagni più alti di Londra. La coppia rimase sposata solo brevemente, separandosi e divorziando dopo 15 mesi dal matrimonio. Non avevano figli.
Nel 1989, Prue sposò Alasdair MacLeod, un uomo d'affari, istruito a Eton, che iniziò a lavorare per suo suocero, nonostante la disapprovazione di sua moglie per il lavoro nell'azienda di famiglia.  Hanno tre figli: James (nato nel 1991), Angus (nato nel 1993) e Clementine (nato nel 1996).